# Landmvrks

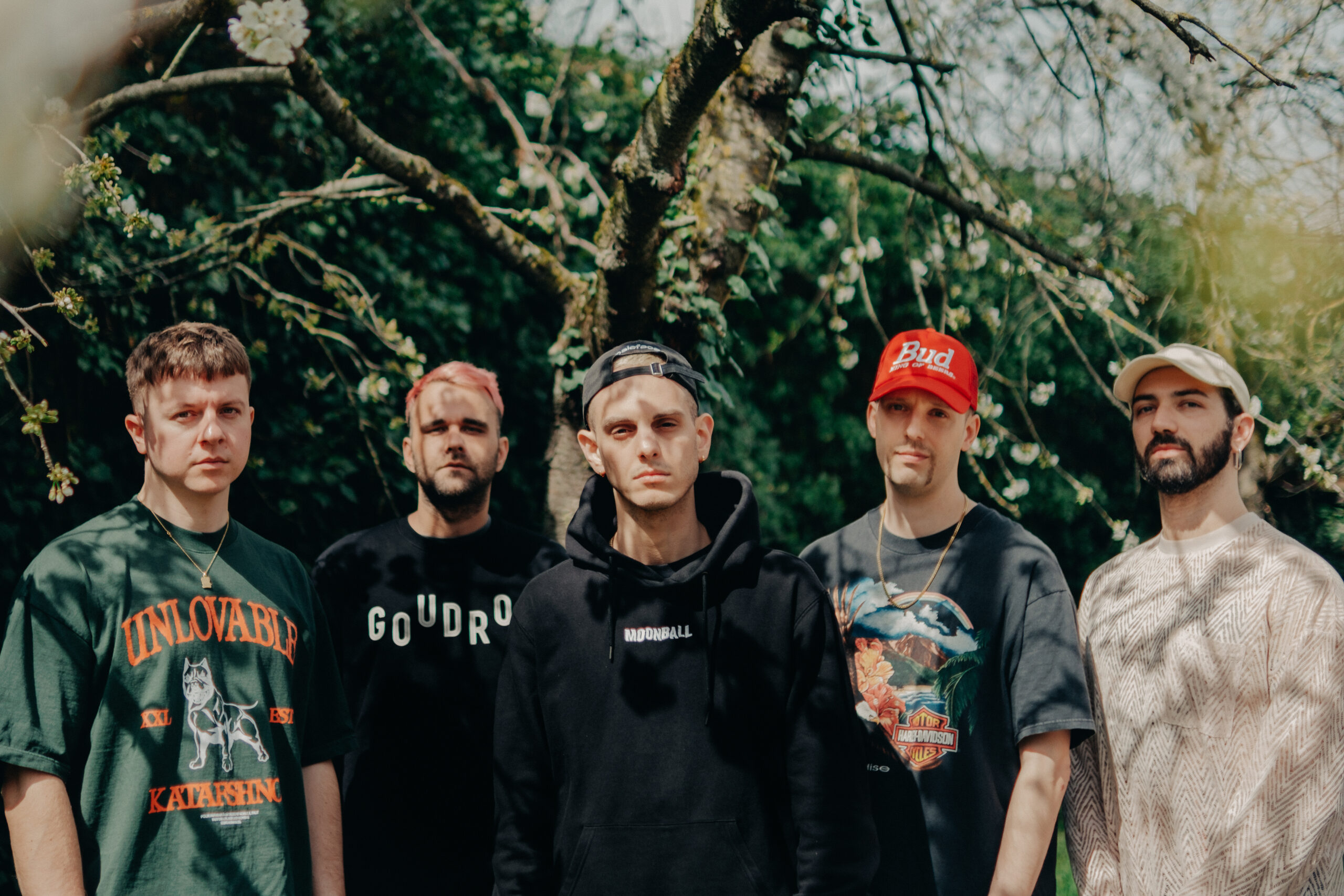

LANDMVRKS — це французький металкор-гурт з Марселя, утворений у 2014 році такими музикантами як Флораном Салфаті (вокал), Томасом Лебретоном (гітара), Ніколасом Соріано (ударні), Руді Пуркартом (бас-гітара) та Ніколасом Експозито (гітара).

## Біографія
Першим релізом LANDMVRKS став сингл «Meaningless», випущений у серпні 2014 року. За ним вийшли ще декілька синглів, такі як: «Empty Place», «Outside and In» та «Winter».
У травні 2016 року гурт представив свій дебютний повноформатний альбом під назвою «Hollow». Після виходу альбому LANDMVRKS відіграли велику кількість концертів по всій Європі разом з такими гуртами, як Architects, Pierce the Veil, The Devil Wears Prada та While She Sleeps.
У 2018 році LANDMVRKS стали частиною лейблу «Arising Empire», який 2 листопада випустив другий повноформатний альбом — «Fantasy». 
У 2019 році гурт гастролював у Європі разом з гуртом Any Given Day та в Японії з Polaris. Великий європейський тур було заплановано на 2020 рік, але його довелося відкласти на рік через глобальну пандемію COVID-19.
У 2021 році колектив випустив свій третій альбом "Lost in the Waves". А 18 березня 2022 року LANDMVRKS випустили делюкс-версію альбому під назвою "Lost in the Waves (The Complete Edition)". 

## Теперішні учасники
- Флоран Салфаті - Вокал
- Ніколас Експозито - Гітара
- Пол Кордебард - Гітара
- Руді Пуркарт - Бас-гітара
- Кевін Д'Агостіно - Ударні

## Дискографія

#### Студійні альбоми
- Hollow
- Fantasy
- Lost in the Waves
- The Darkest Place I've Ever Been